# Sinfonia n. 4 (Boccherini)
La sinfonia n. 4 in re minore, op. 12 n. 4, G 506, è una delle composizioni più note di Luigi Boccherini, composta nel 1771 e facente parte dei Sei Concerti a grande orchestra op. 12. La composizione è anche nota come La casa del diavolo: questo titolo proviene da un manoscritto non autografo, il quale è conservato alla biblioteca del conservatorio di Milano.

## Storia
Il compositore compose questa sinfonia unendo della musica già usata in altre sue composizioni e incluse anche qualche estratto dal famoso balletto Don Giovanni o il convitato di pietra (Don Juan ou le festin de pierre) di Cristoforo Willibald Gluck. In un manoscritto il movimento finale è infatti definito "una ciaccona che rappresenta l'inferno e che è stata creata a imitazione del signor Gluck ne Il convitato di pietra" (Chaconne qui représente l’Enfer et qui a été faite à imitation de celle de Mr. Gluck dans le Festin de Pierre). Boccherini era stato infatti uno dei violoncellisti che suonarono alla prima assoluta del balletto.
Boccherini scrisse una gran quantità di musica da camera (più di cento quintetti e altri quartetti d'archi, nonché trii, sonate e brani di altri generi) e il suo repertorio per l'orchestra include 30 sinfonie e concerti. Boccherini diede infatti un impulso importante alla musica da camera. Essendo il violoncellista più talentuoso della propria epoca, le parti scritte per questo strumento nelle sue opere presentano uno sviluppo e una difficoltà senza precedenti nella storia della musica.

## Musica
La composizione si articola in tre movimenti: nel primo e nel terzo è presente un tema ricorrente per il violoncello, costituito da una successione frenetica di scale con dei pizzicati degli archi. Il primo movimento presenta un "Andante sostenuto" e un "Allegro assai", e inizia con un'atmosfera cupa e drammatica che va scemandosi dopo la scala ascendente iniziale. Il movimento si basa sull'Allegro della Sonata per pianoforte e violino op. 5 n. 4, G 28. Il movimento successivo, un "Andantino con moto" in sol minore, viene eseguito soltanto dagli archi e rievoca una serenata notturna. Il terzo movimento, "Andante sostenuto - Allegro con molto", si apre con il tema dell'"Andante sostenuto" iniziale, al quale seguono le ripetizioni delle note degli archi e gli accenti degli oboi. È inoltre presente un estratto dalla Danza delle Furie gluchiana. Probabilmente il soprannome di "Casa del diavolo" deriva dall'atmosfera lugubre di questa musica.

## Strumentazione
- archi: 2 violini, 1 viola, 2 violoncelli, 1 contrabbasso
- legni: 2 oboi
- ottoni: 2 corni